# مؤیدالممالک فکری ارشاد
مؤیدالممالک فکری ارشاد نمایشنامه‌نویس و روزنامه‌نگار عهد مشروطه و صاحب روزنامه صبح صادق و روزنامه ارشاد بوده‌است.
مویدالممالک در سال ۱۲۴۸ خورشیدی در تهران متولد شد. پدرش محمدخان امیرالامرا از بزرگان قاجار بود. او پس از به پایان رساندن تحصیلات خود در دارالفنون و آموختن زبان فرانسه، وارد خدمت دولتی شده و از طرف دولت مرکزی چندبار به حکومت ولایات مختلف چون مازندران و عراق و گلپایگان منصوب شد.
او در سال ۱۲۸۸ که سال پیروزی دوباره مشروطه خواهان بود دوباره به ایران بازگشت و به انتشار روزنامه‌ای به نام پلیس ایران پرداخت که هنوز چند ماه از فعالیتش نگذشته توسط وثوق الدوله بسته شد.
در سال ۱۲۹۱ او به انتشار روزنامه‌ای به نام ارشاد پرداخت. شهرت این روزنامه به حدی شد که از این پس نام روزنامه به انتهای نام خانوادگی او اضافه شد و او را مؤیدالممالک فکری ارشاد نامیدند.
مؤیدالممالک فکری ارشاد در کنار روزنامه‌نگاری به تئاتر نیز علاقه وافر نشان می‌داد به گونه‌ای که در شیوه نمایشنامه نویس پا در جای میرزا آقا تبریزی نهاد و با این شیوه دست به انتقاد از وضعیت نابسامان مردم پرداخت.
نمایشنامه‌های او از مهمترین نمایشنامه‌های دوره مشروطه محسوب می‌شود. او حتی در اقدامی بیسابقه دست به تأسیس گروهی نمایشی برای اجرای نمایشنامه‌هایش زد که نام آن گروه نمایش عالی ارشاد بود. او در پاورقی روزنامه اش اقدام به چاپ آثارش می‌پرداخت و در اجراهایش گاه تکه‌هایی از مقالات روزنامه را می‌خواندند.
او در سال ۱۲۹۵ هجری شمسی بر اثر بیماری حصبه در سن ۴۷ سالگی درگذشت.
فرزند دوم او معزالدیوان فکری نیز از نامداران تئاتر ایران بود. ایرج پزشکزاد نیز نوه دختری او می باشد.

## نمایشنامه‌ها
از مؤیدالممالک سه نمایشنامه باقی مانده‌است که عبارتند از:
1. سرگذشت یک روزنامه‌نگار
2. حکام قدیم، حکام جدید
3. عشق در پیری

دو نمایشنامه
1. سه روز در مالیه
2. سیروس کبیر

نیز از آثار اوست که متأسفانه موجود نمی‌باشند.
مؤیدالممالک عناصری را از نمایشنامه‌های میرزا آقا تبریزی می‌گیرد ولی با هوشمندی از آن فراتر رفته و نکاتی مهم‌تر را بیان می‌کند. می‌توان گفت اثر حکام قدیم، حکام جدید یکی از آثار خوب دوره مشروطیت حاوی ظرافت‌های نمایشی است.